# Leptochilus osiris
Leptochilus osiris är en stekelart som först beskrevs av Otto Schmiedeknecht 1900.  Leptochilus osiris ingår i släktet Leptochilus och familjen Eumenidae. Inga underarter finns listade i Catalogue of Life.